# Грибниц-канал
Гри́бниц-канал (нем. Griebnitzkanal, сокр. GrK) — канал в берлинском округе Штеглиц-Целендорф. Соединяет Гросер-Ванзе (бухта на Хафеле) с озером Грибницзе в западной оконечности Тельтов-канала. Общая длина Грибниц-канала составляет 3,61 км. Канал был построен в 1901—1906 годах вместе с Тельтов-каналом и соединил несколько естественных озёр с целью прокладки новых туристических водных маршрутов и улучшения качества воды в озёрах. Первоначально носил имя принца Леопольда, которое сохранил в ГДР до 1951 года, а в ФРГ — до 1992 года. Современное название имеет славянское происхождение.
Канал состоит из трёх озёр общей длиной 2,8 км и двух искусственных участков общей длиной 0,8 км. Клайнер-Ванзе примыкает к южной части Гросер-Ванзе и без чёткой границы переходит в озеро Полезе, которое соединяется 300-метровым соединительным каналом с озером Штёльпхензе. Его с озером Грибницзе соединяет 500-метровый канал. Грибницзе соединяется в свою очередь с Глиникским озером на Хафеле к югу от Глиникского моста. Юридически Грибниц-канал является водным путём федерального значения первого класса и находится в ведении Управления водного хозяйства и судоходства Берлина. К значительной части берега Грибниц-канала, где размещаются различные ассоциации спортивной гребли, доступ ограничен.
Течение Грибниц-канала не регулируется. Движением вверх по течению считается направление к Гросер-Ванзе. Грибниц-канал считается боковым рукавом Хафеля, тем не менее, с учётом течения в канале с гидрологической точки зрения он скорее является боковым рукавом Тельтов-канала, в свою очередь являющегося искусственным боковым каналом Шпре. Почти четверть водного потока Тельтов-канала уходит в Грибниц-канал. Воды Тельтов-канала, наиболее загрязнённого из водоёмов в берлинском регионе при спокойном режиме течения Хафеля могут ухудшать качество воды на пляже Ванзе.